# Lingua romanì del Galles
Il romanì gallese (o Kalá) è una lingua della famiglia della lingua romanì che è stata parlata fluentemente in Galles fino almeno al 1950. Fu parlato dal gruppo Kale del popolo Rom che arrivò in Gran Bretagna durante il XVI secolo. Il romanì gallese è uno dei tanti dialetti romanì settentrionali .
Oggi il Kalá si è trasformato in una lingua para-romanì di tipo pidgin-creolo (come Anglo-romanì, Scando-romanì, Cant scozzese e Kalo finlandese). Oggi il Kalá gallese è un mix di romani, gallese e inglese che utilizza la grammatica inglese.
La maggior parte del vocabolario è di origine romanì ma ci sono un certo numero di parole in prestito da altre lingue. I prestiti gallesi includono melanō ("giallo", di melyn ), grīga ("erica", di grug ) e kraŋka ("granchio", di cranc ). Ci sono anche prestiti inglesi come vlija ("villaggio"), spīdra ("ragno") e bråmla ("rovo").
Storicamente le varianti di Kalá e Anglo-romanì (parlate dai romanichal d'Inghilterra) costituivano la stessa variante, nota come romanì britannico. Il Kalá è strettamente legato all'Anglo-romanì (parlato dai Romanichal in Inghilterra), allo Scando-romanì (parlato da Romanisæl in Norvegia e Svezia), al Cant scozzese (parlato dai romani delle Lowland scozzesi) e al Kalo finlandese (parlato dai Kaale in Finlandia). Tutti questi gruppi rom discendono dall'ondata di immigrati che arrivarono in Inghilterra nel XVI secolo.